# Suovajärvi (sjö, lat 69,46, long 28,75)
Suovajärvi är en sjö i Finland. Den ligger i kommunen Enare i landskapet Lappland, i den norra delen av landet, 1 000 km norr om huvudstaden Helsingfors. Suovajärvi ligger 132 meter över havet. Arean är 1,19 kvadratkilometer och strandlinjen är 9,18 kilometer lång. Sjön  ingår i Pasvik älvs huvudavrinningsområde. 